# خبز العلس
| link = | هذه المقالة يمكن توسيعها اعتمادا على الترجمة في ويكيبيديا الفرنسية. اضغط [هنا] للتعليمات. - تُعدُّ الترجمةُ الآليةُ من كوكل بمثابةِ نقطةِ انطلاقٍ مُفيدةٍ للترجمات، ولكن يَجبُ على المُترجمينَ مُراجعةُ الأخطاءِ الّتي قد تُصاحبُ الترجمةَ حسبَ الضرورة، والتأكيد على دقةِ الترجمة، بدلاً من مجردِ نسخِ النصِّ المُترجمِ آلياً إلى ويكيبيديا. - لا تُترجمِ النصَّ الذي يبدو غيرَ موثوقٍ أو مُنخفضَ الجودة. تَحقِّقْ من النص بالتأكدِ من المَراجعِ الواردةِ في المقالةِ باللغةِ الأجنبية «إذا كان ذلك مُمكناً». - يجب إضافة قالب {{صفحة مترجمة}} بعد الترجمة إلى صفحة نقاش المقالة لضمان الامتثال لحقوق النشر. - لمزيد من الإرشاد، انظر ويكيبيديا:ترجمة مقالات إلى العربية. |

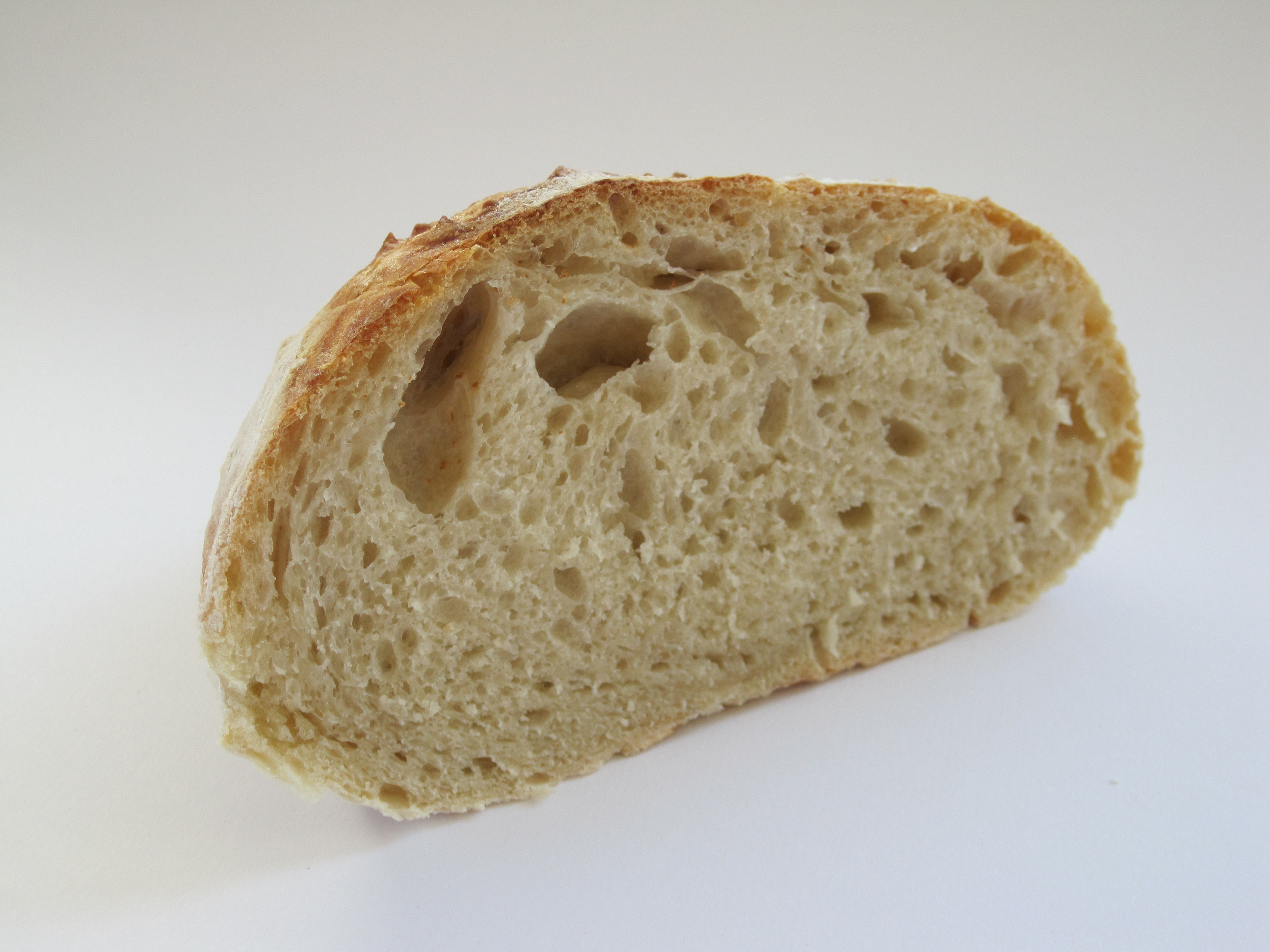
خبز العلس من دقيق العلس ذو الرقم 630

خبز العلس أو الخَنْدَرُوس هو خبز يُخبز أساسًا من دقيق العلس. لدى بعض الولايات لوائح تتعلق بمكونات الخبز بحيث يمكن تسميته بخبز العلس. في ألمانيا يجب أن يُصنع خبز العلس من 90 % من دقيق العلس. أما في النمسا فيجب أن لا يقل مقدار العلس عن 60% من وزن المنتجات المطحونة والمقشرة. أما المكونات الأخرى فهي الملح والخميرة والماء.